# Kloster Ermelo
Das Kloster Ermelo (Santa Maria de Ermelo) ist eine ehemalige Zisterzienserabtei im Dorf Ermelo am Rio Lima bei Arcos de Valdevez im Distrikt Viana do Castelo in Portugal.

## Geschichte
In den ersten Jahren des 12. Jahrhunderts wurde in Ermelo von der Königin Doña Teresa ein Benediktinerkloster für adelige Frauen gegründet, das sich später dem Zisterzienserorden unterstellte und (wohl als Mönchskloster) seit dem 13. Jahrhundert dem Kloster Fiães unterstand. Das Kloster war 1553 verlassen und wurde sieben Jahre später aufgehoben. Die Kirche wurde zur Pfarrkirche. Ein Teil der Anlage wurde 1754 abgebrochen.

## Bauten und Anlage

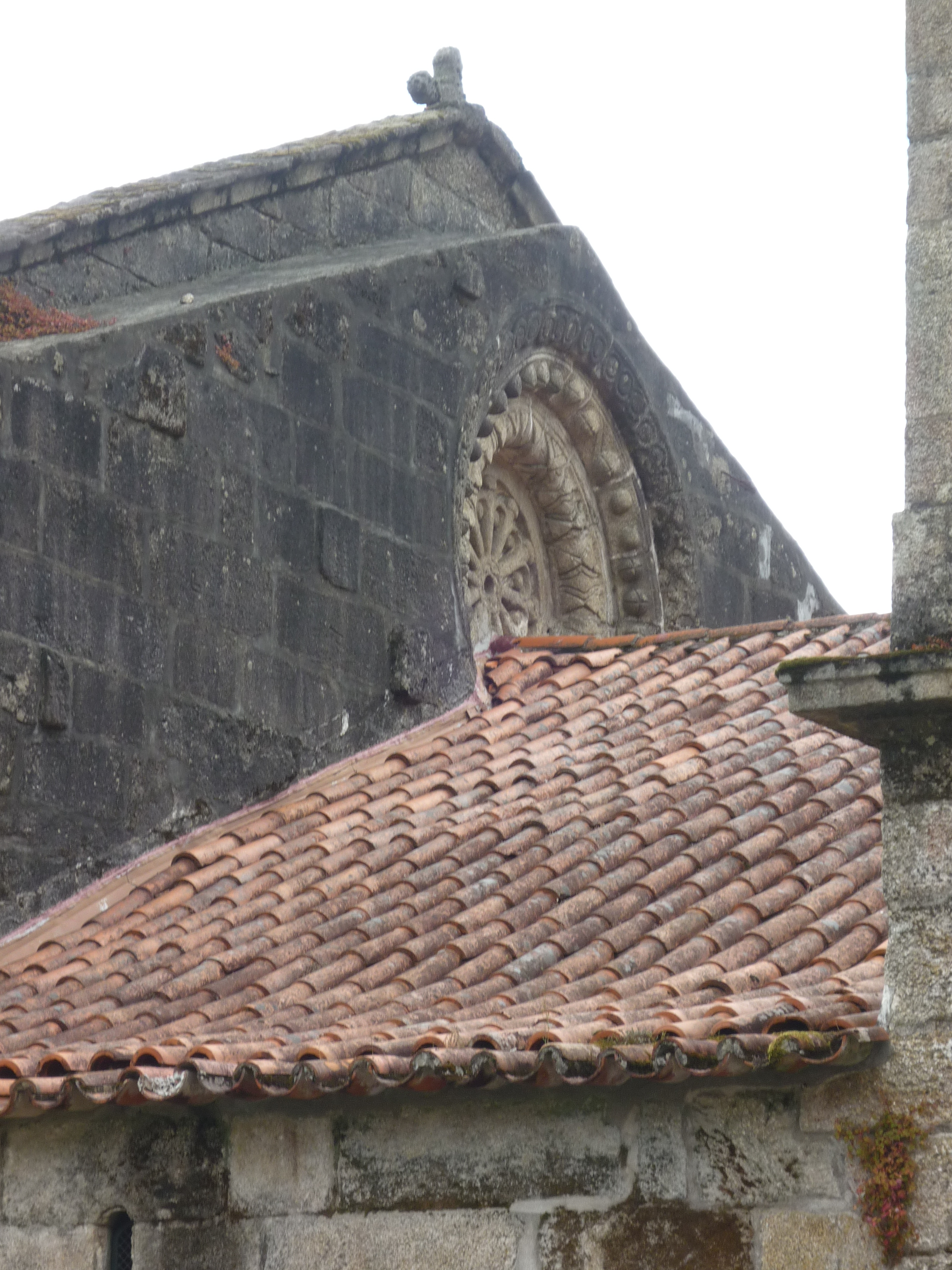
Die Rosette

Erhalten sind die einschiffige romanische Kirche mit einer Rosette und ruinöse Reste der Klausur im Süden. Die Anlage wurde 1977 als Nationalmonument klassifiziert.